# سان مارتین د بالبنی
سان مارتین د بالبنی (به اسپانیایی: San Martín de Valvení) یک شهرستان در اسپانیا است که در استان وایادولید واقع شده‌است.